# Mohammed al-Qadiri
Mohammed ibn al-Tayyib al-Qadiri (Fez, 1712 – 1773) foi um historiador e académico marroquino, neto do genealogista Abd as-Salam al-Qadiri. Era membro duma família nobre de Fez, que se reclamava saíde (descendente de Maomé) por via do seu antepassado Abd al Qadir al-Jilani. A sua obra mais célebre é o Nashr al-Mathani, um dicionário biográfico do século XVIII de personalidades marroquinas dos séculos XVII e XVIII, mas onde cada ano é usualmente acompanhado de um sumário de acontecimentos. Nesse sentido, além de dicionário biográfico, a obra é também uma crónica.  O Nashr al-Mathani é considerado uma obra especialmente importante para o estudo do primeiro século da dinastia alauita, um período sobre o qual se debruçaram muito poucos cronistas, e foi usada por vários historiadores marroquinos dos séculos XIX e XX.
Além do Nashr al-Mathani, al-Qadiri escreveu uma extensa autobiografia — Iltiqat al-durat (wa-mustafad al-mawaiz wa-al-ibar min akhbar wa-ayan al-mia al-hadiya wa-althaniya ashar), anterior ao Nashr — e um catálogo de livros — al-Fihrisit — que não chegou a ser publicado.